# Irena Starzyńska
Irena Felicja Starzyńska po mężu Górska (ur. 4 sierpnia 1932 w Wielkim Mędromierzu, zm. 29 września 2017 tamże) – polska lekkoatletka, specjalistka rzutu oszczepem.
Na mistrzostwach Europy w 1958 w Budapeszcie zajęła 13. miejsce w rzucie oszczepem.
Była wicemistrzynią Polski w tej konkurencji w  1957.
W latach 1957–1958 startowała w dwóch meczach reprezentacji Polski, bez zwycięstw indywidualnych.
Rekord życiowy:
- rzut oszczepem – 48,97 (11 maja 1958, Bydgoszcz)

Była zawodniczką klubów: LZS Bydgoszcz, LZS Tuchola i Nadwiślanin Chełmno.